# Kimerafilm
Kimerafilm è una società di produzione e distribuzione cinematografica italiana fondata a Roma nel maggio 2009.

## Produzioni principali
La casa ha prodotto o co-prodotto diversi film che sono stati presentati o premiati ai principali festival cinematografici internazionali, tra i quali:

### Lungometraggi
- Et in terra pax (2010) di Matteo Botrugno e Daniele Coluccini
- La mia classe (2013) di Daniele Gaglianone
- Billionaire (2014) di Edgar Honetschläger (produzione esecutiva per le riprese in Italia)
- Non essere cattivo (2015) di Claudio Caligari
- Il contagio (2017) di Matteo Botrugno e Daniele Coluccini
- Ride (2018) di Valerio Mastandrea
- Taxi Monamour (2024) di Ciro De Caro

### Cortometraggi
- Ce l'hai un minuto (2012) di Alessandro Bardani

### Documentari
- Bertolucci on Bertolucci (2012) di Luca Guadagnino e Walter Fasano
- Rosso cenere (2012) di Adriano Aprà
- Scorie in libertà (2012) di Gianfranco Pannone
- L'anima del gattopardo (2013) di Annarita Zambrano
- Nightlife (2015) di Joseph Pelliccia
- Showbiz (2015) di Luca Ferrari
- Alfredo Bini, ospite inatteso (2015) di Simone Isola
- Se c'è un aldilà sono fottuto. Vita e cinema di Claudio Caligari (2019) di Simone Isola e Fausto Trombetta